# Royal Sunday's Club de Bruxelles
Royal Sunday's Club de Bruxelles is een Belgische rolhockeyclub uit Brussel.

## Historiek
In het seizoen 1977-'78 bereikte de club de finale van de Rink-Hockey Euroleague. Deze finale werd verloren van FC Barcelona Hoquei met 12-4.
Thuisbasis van de club is het Charles Vander Puttenstadion.